# Canalul Colector Criș
Canalul  Colector Criș este canalul principal al sistemului de desecare a teritoriului cuprins între cursul Crișului Repede și cel al Crișului Negru. Sectorul aval al canalului mai este cunoscut și sub denumirea de Canalul Colector Tămașda.
Canalul începe de pe malul stâng al Crișului Repede în vecinătatea localității Toboliu, și interceptează toate cursurile de apă care curg spre vest în interfluviul Crișul Repede-Crișul Negru. Canalul debușează în Crișul Negru amonte de localitatea Tămașda.

## Hărți
- Harta munții Apuseni